# Pleasant Grove, Alabama
Pleasant Grove là một thành phố thuộc quận Marshall, tiểu bang Alabama, Hoa Kỳ. Dân số năm 2009 là 10287 người, mật độ đạt 402 người/km².